# Rittern

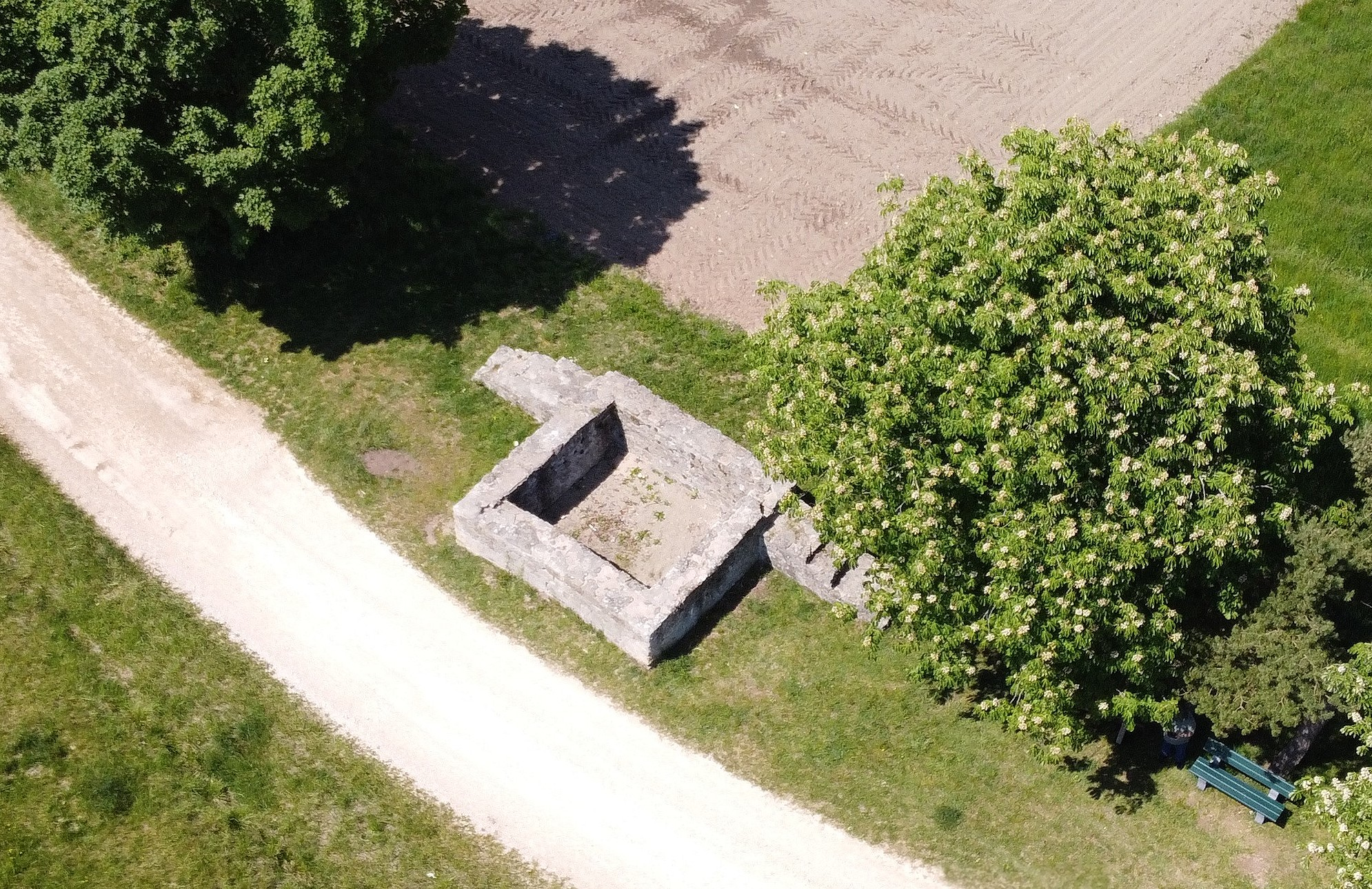
Luftbild des rekonstruierten Wachturm-Fundamentes (2020)

Rittern ([ˈʁɪtɐn] ) ist ein Gemeindeteil der Gemeinde Theilenhofen im Landkreis Weißenburg-Gunzenhausen (Mittelfranken, Bayern). Rittern liegt in der Gemarkung Theilenhofen
Rittern befindet sich zwischen Pfofeld und Thannhausen, rund zwei Kilometer nördlich von Theilenhofen, nahe dem Wacholderberg. Im Ort entspringt der Mühlbach, ein linker Zufluss der Altmühl. Die Kreisstraße WUG 2, die den Ort mit der Bundesstraße 13 verbindet, führt hindurch. Nahe Rittern verlief der Obergermanisch-Raetische Limes. Dort sind Überreste eines Wachturms, wo sich heute ein rekonstruierter Grundriss befindet. 